# Anthony Randolph
Anthony Erwin Randolph, Jr. (nascut el 15 de juliol de 1989 en Würzburg, Alemanya) és un jugador de bàsquet alemany. Mesura 2,11 metres, i juga en la posició d'aler pivot.

## Trajectòria esportiva

### Universitat
Després de passar pel Woodrow Wilson High School de Dallas, on en el seu últim any va fer una mitjana de 25,8 punts i 12,6 rebots, Randolph va recaure en els Tigers de la Universitat de Louisiana State, on va impressionar des del seu primer partit oficial, quan va aconseguir 19 punts, 13 rebots i 6 taps davant Southeastern Louisiana. Al llarg de la temporada va aconseguir la seva millor marca rebotadora davant Vanderbilt, capturant 19, i el seu millor registre anotador davant Alabama, quan va aconseguir 29 punts. Va ser l'únic Tiger a ser titular en els 31 partits disputats.
A pesar que el seu equip va acabar amb un balanç de 13 victòries i 18 derrotes, Randolph va acabar molt forta, promediando 20,1 punts en els últims 7 partits. En el total de la temporada va fer una mitjana de 15,6 punts, 8,5 rebots i 2,6 taps, i va rebre un esment honorífic en el millor quintet de la Southeastern Conference i sent triat en el millor 5 de novençans de la mateixa, després d'haver estat triat durant quatre setmanes com millor principiant.

### Professional
Va ser triat en la catorzena posició del Draft de l'NBA del 2008 per Golden State Warriors, equip amb el qual va signar contracte al juliol de 2008 per un any i 1.424.000 dòlars. En el seu primer partit de la Lliga d'Estiu va deixar clara la seva qualitat, aconseguint 30 punts, 8 rebots i 2 taps. Va jugar 4 partits en aquesta lliga preparatòria de la temporada 2008-09 de l'NBA, en els quals va fer una mitjana de 20,8 punts, 7,8 rebots i 1,2 taps per partit.
Randolph va ser el jugador més jove de la temporada 2008-09, i aviat es va guanyar la titularitat en l'equip, en part a causa de les lesions dels jugadors titulars dels Warriors. El 13 d'abril de 2009, Randolph va quallar el seu millor partit en anotar 24 punts i capturar 16 rebots.
Al juliol de 2009 va participar de nou en les Lligues d'Estiu que organitza l'NBA, aconseguint el rècord històric d'anotació de la competició, aconseguint 42 punts davant Chicago Bulls.
El juliol de 2010 va ser traspassat a New York Knicks juntament amb Kelenna Azubuike, Ronny Turiaf i una futura elecció de segona ronda a canvi de David Lee.
Al febrer de 2011 és traspassat a Minnesota Timberwolves al costat d'Eddy Curri i tres milions de dòlars a canvi de Corey Brewer
El 20 de juliol de 2012, Randolph va signar com a agent lliure amb Denver Nuggets.
El 26 de juliol de 2014, Randolph va ser traspassat a Chicago Bulls al costat de Doug McDermott a canvi de Gary Harris, Jusuf Nurkić i una segona ronda en 2015.

### Europa
El 14 de juliol va ser enviat als Orlando Magic. Posteriorment a la seva arribada al conjunt de Florida, aquest va anunciar l'acomiadament del jugador.
L'agost de 2014 el Lokomotiv Kuban anuncia el fitxatge per les dues properes temporades de l'exjugador de l'NBA.
La temporada 2016 - 2017 jugarà en el Reial Madrid C.F.

## Estadístiques

### Temporada regular
| Any     | Equip        | PJ  | PT | MPP  | %TC  | %3   | %TL  | RPP | APP | ROB | TPP | PPP  |
| ------- | ------------ | --- | -- | ---- | ---- | ---- | ---- | --- | --- | --- | --- | ---- |
| 2008-09 | Golden State | 63  | 22 | 17.9 | .462 | .000 | .716 | 5.8 | 0.8 | .7  | 1.2 | 7.9  |
| 2009-10 | Golden State | 33  | 8  | 22.7 | .443 | .200 | .801 | 6.5 | 1.3 | .8  | 1.5 | 11.6 |
| 2010-11 | New York     | 17  | 0  | 7.5  | .311 | .250 | .500 | 2.4 | .4  | .2  | .6  | 2.1  |
| 2010-11 | Minnesota    | 23  | 3  | 20.1 | .498 | .000 | .703 | 5.2 | 1.1 | .8  | .7  | 11.7 |
| 2011-12 | Minnesota    | 34  | 5  | 15.2 | .470 | .000 | .762 | 3.6 | .6  | .4  | 1.0 | 7.4  |
| 2012-13 | Denver       | 39  | 0  | 8.4  | .491 | .000 | .689 | 2.4 | 0.3 | 0.5 | 0.5 | 3.7  |
| 2013-14 | Denver       | 43  | 5  | 12.3 | .386 | .295 | .754 | 2.8 | 0.7 | 0.6 | 0.4 | 4.8  |
| Total   | Total        | 252 | 43 | 15.2 | .453 | .241 | .740 | 4.3 | 0.7 | 0.6 | 0.9 | 7.1  |

### Playoffs
| Any   | Equip  | PJ | PT | MPP | %TC  | %3   | %TL  | RPP | APP | ROB | TPP | PPP |
| ----- | ------ | -- | -- | --- | ---- | ---- | ---- | --- | --- | --- | --- | --- |
| 2013  | Denver | 5  | 0  | 6.0 | .818 | .000 | .727 | 1.2 | 0.0 | 0.4 | 0.0 | 5.2 |
| Total | Total  | 5  | 0  | 6.0 | .818 | .000 | .727 | 1.2 | 0.0 | 0.4 | 0.0 | 5.2 |